# LaMelo Ball
LaMelo LaFrance Ball (Anaheim, 2001. augusztus 22. –) amerikai kosárlabdázó, aki jelenleg a Charlotte Hornets játékosa a National Basketball Associationben (NBA). A Hornets a harmadik helyen választotta a 2020-as NBA-drafton, az év újonca lett első szezonjában.
Középiskolai karrierjét a Chino Hills-ben kezdte, ahol állami bajnokok lettek és testvéreivel, Lonzóval és LiAngelóval nemzeti sikereket is elértek. Tizenegyedikes évfolyama előtt elhagyta Chino Hills-t edzője miatt és leszerződött a litván bajnokságban a BC Prienai-jal. 2018-ban a Junior Basketball Associationben (JBA) játszott, amelyet apja hozott létre, mielőtt visszatért volna középiskolába a SPIRE Academy-vel. Ötcsillagos újoncnak számított és a UCLA-ben játszott volna, de úgy döntött, hogy az egyetemi út helyett profi szinten fog játszani. Ausztráliában játszott egy évet az Illawarra Hawks csapatában és az év újonca lett.
Középiskola óta nagy hírnevet szereztek maguknak testvéreivel. Ballnak van saját cipőmárkája, amelyet apja cége, a Big Baller Brand készített. Ezek mellett szerepel a család valóságshowjában, a Ball in the Family-ben.

## Fiatalkora
Amint lábra tudott állni, apja, LaVar elkezdte edzeni, hogy kosárlabdázó legyen. Négy évesen már idősebb testvéreivel, Lonzóval és LiAngelóval játszott. 2013-ban, hetedikes korában elkezdett játszani a Big Ballers VXT csapatban, amelyet szülei alapítottak, edzettek és a Amateur Athletic Unionban (AAU) versengett. A csapat helyi versenyeken szerepelt.

## Statisztikák
A Basketball Reference és az NBL adatai alapján.

### NBA

#### Alapszakasz
| Év       | Csapat            | JM  | KM  | JP/M | MG%  | 3P%  | BD%  | LP/M | GP/M | L/M | B/M | P/M  |
| -------- | ----------------- | --- | --- | ---- | ---- | ---- | ---- | ---- | ---- | --- | --- | ---- |
| 2020–21  | Charlotte Hornets | 51  | 31  | 28,8 | .436 | .352 | .758 | 5,9  | 6,1  | 1,6 | 0,4 | 15,7 |
| 2021–22  | Charlotte Hornets | 75  | 75  | 32,3 | .429 | .389 | .872 | 6,7  | 7,6  | 1,6 | 0,4 | 20,1 |
| 2022–23  | Charlotte Hornets | 36  | 36  | 35,2 | .411 | .376 | .836 | 6,4  | 8,4  | 1,3 | 0,3 | 23,3 |
| 2023–24  | Charlotte Hornets | 22  | 22  | 32,3 | .433 | .355 | .865 | 5,1  | 8,0  | 1,8 | 0,2 | 23,9 |
| 2024–25  | Charlotte Hornets | 47  | 47  | 32,0 | .405 | .339 | .843 | 4,9  | 7,4  | 1,1 | 0,3 | 25,2 |
| Karrier  | Karrier           | 231 | 211 | 31,9 | .421 | .365 | .837 | 6,0  | 7,4  | 1,5 | 0,3 | 21,0 |
| All Star | All Star          | 1   | 0   | 22,0 | .636 | .500 | –    | 3,0  | 3,0  | 3,0 | 0,0 | 18.0 |

#### Play-in
| Év      | Csapat            | JM | KM | JP/M | MG%  | 3P%  | BD%  | LP/M | GP/M | L/M | B/M | P/M  |
| ------- | ----------------- | -- | -- | ---- | ---- | ---- | ---- | ---- | ---- | --- | --- | ---- |
| 2021    | Charlotte Hornets | 1  | 1  | 27,0 | .286 | .333 | .667 | 1,0  | 4,0  | 0,0 | 0,0 | 14,0 |
| 2022    |                   | 1  | 1  | 38,3 | .280 | .286 | 800  | 5,0  | 8,0  | 1,0 | 0,0 | 26,0 |
| Karrier | Karrier           | 2  | 2  | 32,7 | .282 | .300 | .750 | 3,0  | 6,0  | 0,5 | 0,0 | 20,0 |

### NBL
| Év        | Csapat          | JM | KM | JP/M | MG%  | 3P%  | BD%  | LP/M | GP/M | L/M | B/M | P/M  |
| --------- | --------------- | -- | -- | ---- | ---- | ---- | ---- | ---- | ---- | --- | --- | ---- |
| 2019–2020 | Illawarra Hawks | 12 | 12 | 31,2 | .377 | .250 | .723 | 7,4  | 6,8  | 1,7 | 0,2 | 17,0 |

### LKL
| Év        | Csapat  | JM | KM | JP/M | MG%  | 3P%  | BD%  | LP/M | GP/M | L/M | B/M | P/M |
| --------- | ------- | -- | -- | ---- | ---- | ---- | ---- | ---- | ---- | --- | --- | --- |
| 2017–2018 | Prienai | 8  | 1  | 12,8 | .268 | .250 | .737 | 1,1  | 2,4  | 0,8 | 0,1 | 6,5 |

## Magánélete
LaMelo LaVar és Tina Ball legfiatalabb fia, mindkét szülője egyetemi szinten játszott kosárlabdát. LaVar, aki 198 cm, a Washington State és a Cal State Los Angeles játékosa volt. Tina, aki 183 cm magas, szintén a Cal State Los Angeles csapatát erősítette. LaVar később amerikai futballt játszott a London Monarchs csapatában, tight endként, a New York Jets-től kölcsönben. 2017-ben LaVar népszerű személyiség lett a sportmédia világában, főleg amiért gyermekei karrierjéről nagy elvárásokkal beszélt és többek között kijelentette, hogy le tudná győzni Michael Jordant.
Elsőéves kora óta országos sportmédia oldalak követik fejlődését és nagy követése van közösségi média oldalain. 2017-re sokan már celebnek nevezték. Szerepel a családjának Ball in the Family című valóságshowjában, amely 2017 augusztusában indult. 2017. június 26-án szerepelt a WWE Raw egy részében családjával, amelyben a következőt mondta apjának: "Beat that nigga ass!". A WWE később ezért bocsánatot kért nézőitől.
2017. augusztus 31-én a Big Baller Brand kiadta LaMelo saját cipőmárkáját, a Melo Ball 1-t (MB1). Minden idők legfiatalabb sportolója lett, akinek saját cipője van.